# Felipe de Plaissis

Escudo de armas de Philippe de Plaissis.

Felipe de Plaissis, o du Pleissiez, o du Plaissiez (m. 12 de noviembre de 1209),  fue un caballero francés nacido en Anjou (Plessis-Macé) en la segunda mitad del siglo XII que ingresó en la Orden del Temple en 1189, durante la tercera Cruzada, y llegó a ser el decimotercer gran maestre de la Orden del Temple.

## Biografía
Su elección a la cabeza de la Orden tuvo lugar entre enero y marzo de 1201, ya que uno de sus primeros actos como gran maestre fue la firma de un acuerdo con la Orden del Hospital sobre el riego de tierras y el uso de los molinos que las dos órdenes poseían en el condado de Trípoli, que lleva la fecha de 17 de abril de 1201.
Desde el comienzo de su mandato se vio enfrentado al rey de la Pequeña Armenia, pues éste se había apoderado de una fortaleza templaria situada en el principado de Antioquía. Después de una causa llevada a cabo por el papa Inocencio III, los templarios son expulsados de la Pequeña Armenia y sus bienes confiscados.
En 1201, Egipto y después Siria son asolados por una epidemia de peste, y en 1202 se produce un fuerte terremoto. La paz resulta necesaria para reconstruir las ciudades y pueblos destruidos. Philippe du Plaissis negocia una tregua con los musulmanes, en la cual rechaza asociar a los Caballeros Teutónicos. Cuando los Hospitalarios negocian también una tregua, ésta es rechazada a su vez por los Templarios. Estos conflictos internos provocan la intervención del Papa.
En efecto, la Orden del Temple ha contado siempre con el apoyo del papado (el 1 de febrero de 1205 Inocencio III confirma la bula de Anastasio IV Omne datum optimum) lo que provoca, sin embargo, constantes quejas de obispos y príncipes contra los templarios. No obstante, en 1208, Inocencio III se dirige a Philippe du Plaissis para recordarle que la obediencia es uno de los tres votos que pronuncia el templario en su ingreso en la Orden y que su incumplimento le hace apóstata. No parece que esta amonestación sea realmente escuchada por una orden que recluta a numerosos caballeros y que se enriquece con cuantiosas donaciones.
El registro de Reims fija la muerte de Felipe en el 11 de los idus de noviembre, es decir, el 12 de noviembre de 1209.
| Predecesor: Gilbert Hérail | Gran maestre de la Orden del Temple 1201 - 1209 | Sucesor: Guillaume de Chartres |